# جلال الدين النقاش
جلال الدين النقاش شاعر تونسي ولد سنة 1910 وتوفي في جويلية 1989. كتب العديد من القصائد بالعامية والفصحى. أشهر أعماله هو النشيد الوطني التونسي ألا خلدي الذي اعتمد بين سنتي 1958 و1987 ولحنه صالح المهدي.
كان جلال الدين النقاش من أكثر الشعراء البارزين الذين محيت آثاره بعد موته مباشرة، رغم أنه كتب النشيد الوطني وعدة ديوانات أشعار وقصائد، من أبرزها ديوان «حياتي» الذي تكلم عن أجمل ما في الحياة، ومن بين ما ورد فيه نص هيا ابتسم ونص ما أحلى بسمتك يا أماه.
نشأ جلال الدين النقاش فقيرا وتربى بقرية ريفية صغيرة، قبل أن يكتشف معلمه الذي يصفه بأنه أحسن معلم قد يحظى به الإنسان موهبته وصار يرسله بصفة غير منتظمة إلى الجامعة الدولية بتونس العاصمة.